# Abborrtjärnen (Norsjö socken, Västerbotten, 720584-170298)
Abborrtjärnen är en sjö i Norsjö kommun i Västerbotten och ingår i Skellefteälvens huvudavrinningsområde.